# Homaloptera sexmaculata
Homaloptera sexmaculata är en fiskart som beskrevs av Fowler, 1934. Homaloptera sexmaculata ingår i släktet Homaloptera och familjen grönlingsfiskar. IUCN kategoriserar arten globalt som otillräckligt studerad. Inga underarter finns listade i Catalogue of Life.